# Ingenjörskonsult
En ingenjörskonsult tillämpar ingenjörsvetenskapliga principer inom ramen för en konsultverksamhet. Ingenjörskonsulter bistår sina kunder med bland annat tekniska beräkningar, processoptimering, energieffektivisering, produktutveckling, produktdesign, tillverkning, projektledning, cybersäkerhet, simulering och rådgivning.
Vem som helst har rätt utge sig för att vara ingenjörskonsult då det inte är ett reglerat yrke enligt svensk lag. Det är dock vanligt att denna yrkestitel används av högskole- eller universitetsutbildade ingenjörer som är anställda på konsultföretag eller frilansar genom egenanställning.